# Nohant-Vic
Nohant-Vic är en kommun i departementet Indre i regionen Centre-Val de Loire i de centrala delarna av Frankrike. Kommunen ligger i kantonen La Châtre som tillhör arrondissementet La Châtre. År 2022 hade Nohant-Vic 451 invånare.

## Befolkningsutveckling
Antalet invånare i kommunen Nohant-Vic
Referens:INSEE